# NATO陸軍士官の階級と徽章
NATO（北大西洋条約機構）の全加盟国内での階級の対照表。

## 将官 (OF 10 - 6)
- 1 名誉階級／戦時の階級。

## 佐官・尉官その他の士官 (OF 5 - 1)
- 4 アイスランド危機対応部隊（英語版）の階級。

## 准士官 (WO5 - 1)
士官の下、下士官兵の上の准士官の階級。
- 5 ギリシャには准士官の階級は１つしかない。正規の准士官は応召准士官より上。
- 准士官に士官の階級を使用する国々、准士官が無い国々、准士官が下士官兵と見なされている国々はこの一覧には含まれない。

## 参照
- STANAG 2116 NATO chart